# Rajmund Mahorčič
Rajmund Mahorčič (tudi Frančišek Karel Mahorčič), slovenski politik, * 28. junij 1840, Brežec pri Divači, † 25. januar 1895, Sežana.

## Življenjepis
Rajmund Mahorčič je bil eden izmed prvih narodnih buditeljev na Krasu. V začetku septembra 1862 se je Zemonu udeležil prve večje slovenske kulturne in politične prireditve na današnjem Primorskem. Bil je večkratni sežanski župan, član okrajnega šolskega sveta in član drugih komisij. V kmečki kuriji sodnih okrajev Sežana in Komen je bil leta 1876, 1883 in 1889 trikrat izvoljen v goriški Deželni zbor, kjer je večkrat nastopil v korist gospodarske problematike slovenskega podeželja. Po njegovi smrti so trg pred cerkvijo sv. Martina v Sežani imenovali Rajmundov trg (sedaj Trg osvoboditve).
Njegov svak je bil Otokar Rybář, zet Dragotin Treo, vnukinja narodna dama in mecenka Vida Novak (r. Treo), njen mož pa Fran Novak. 